# Cristiano Citton
Cristiano Citton (ur. 25 października 1974 w Romano d’Ezzelino) – włoski kolarz torowy i szosowy, trzykrotny medalista torowych mistrzostw świata.

## Kariera
Pierwszy sukces w karierze Cristiano Citton osiągnął 1996 roku, kiedy wspólnie z Adlerem Capellim, Andreą Collinellim i Mauro Trentinim zdobył złoty medal w drużynowym wyścigu na dochodzenie. W tym samym roku wystartował także na igrzyskach olimpijskich w Atlancie, gdzie włoska drużyna zajęła w tej konkurencji czwartą pozycję, przegrywając walkę o brązowy medal z Australijczykami. Drużynowe mistrzostwo Włosi w składzie: Capelli, Citton, Collinelli i Mario Benetton obronili podczas mistrzostw świata w Perth w 1997 roku. Ostatni medal Citton zdobył na mistrzostwach świata w Bordeaux w 1998 roku, gdzie wraz z Capellim, Collinellim i Benettonem był trzeci w drużynowym wyścigu na dochodzenie. Brał również udział w igrzyskach olimpijskich w Sydney w 2000 roku, ale włoska drużyna zajęła tam dopiero jedenaste miejsce.